# Bryrup Å
Bryrup Å er en 1,3 kilometer lang å der løber fra den nordvestlige ende af Bryrup Langsø i Bryrup, Silkeborg Kommune til Kvindsø, og fra den videre til Kulsø, hvorfra den fortsætter som Lystrup Å  til Salten Å, og videre til Gudenå.